# Süderschmedebyfeld

Blick vom Hoogebarg Richtung Fröruper Wald

Süderschmedebyfeld liegt im nördlichen Teil der Gemeinde Sieverstedt, Amt Oeversee, Kreis Schleswig-Flensburg, direkt am alten Ochsenweg. Die Streusiedlung hat ca. 90 Einwohner und ist mit landschaftlichen Reizen und vorzeitlichen Besiedlungsspuren reich gesegnet. Süderschmedebyfeld liegt ebenso wie Süderschmedeby und Krittenburg im luusangliter Teil der Gemeinde Sieverstedt.

## Geografie
Süderschmedebyfeld liegt im nördlichen Teil der Gemeinde Sieverstedt, Amt Oeversee, Kreis Schleswig-Flensburg. Im westlichen Teil wird Süderschmedebyfeld durch die Bundesstraße 76, bzw. die alte Chaussee von Flensburg nach Schleswig begrenzt. Nördlich von Süderschmedebyfeld liegt die Siedlung Frörupholz sowie die Fröruper Berge.
Geprägt ist Süderschmedebyfeld landschaftlich durch den Übergang von der hügeligen Endmoränenlandschaft Angeln (welche durch die Saaleeiszeit und die Weichseleiszeit entstanden ist) hin zur Landschaft der Geest. Diese Übergangslandschaft wird in der Bevölkerung als Luusangeln bezeichnet. Die Bäche Dingwaterau und die Ballbek durchfließen Süderschmedebyfeld und münden in die Treene.
Süderschmedebyfeld liegt im Gebiet des Naturschutzgroßprojektes Obere Treenelandschaft.

## Geschichte
Auf Grund der Nähe zur uralten jütischen Fernstraße, dem Ochsenweg, gibt es eine große Anzahl von Besiedlungsspuren. Auf der Gemarkung Ballbek wurden Überreste eines alten Urnenfriedhofs gefunden. Die Streusiedlung Süderschmedebyfeld gehört zusammen mit dem Ortskern Süderschmedeby zum Kirchspiel Sieverstedt. Die Sieverstedter St.-Petri-Kirche, eine der ältesten und schönsten Feldsteinkirchen im Landesteil Schleswig, wurde um 1100 n. Chr. erbaut. 
Der Name Süderschmedeby weist auf die Geschichte als Schmiededorf und die Eisenverhüttung mit den Hochöfen und Schmiedewerkstätten hin, die hier schon während der römischen Kaiserzeit nach Christi Geburt eine große Bedeutung hatte. Grund für die Ansiedlung dieser frühen Schwerindustrie war das bedeutendste Raseneisenerzvorkommen Angelns.
Eine Vielzahl von Schlackefunden am inzwischen durch Kiesabbau vernichteten Hoogebarg weisen darauf hin, dass die namensgebende Raseneisenerzverhüttung Süderschmedebys auch stark im Bereich Süderschmedebyfelds stattgefunden hat. Während des Autobahnbaus der Bundesautobahn 7 wurde im westlich von Süderschmedebyfeld liegenden Norderholz eine noch nicht vollkommen abgebaute raseneisenerzführende Schicht gefunden. Der Abbau wurde in den ersten Jahrhunderten nach Christo trotzdem eingestellt, da das gesamte umliegende Gebiet schon durch die Verhüttung entwaldet wurde und die Transportwege für den Brennstoff Holz einfach zu weit wurden.
Die alten Heerstraßen von Norden nach Süden (Ochsenweg) haben das Gebiet bis heute geprägt. Ein modernes Straßennetz verbindet das Gemeindegebiet mit der Kreisstadt Schleswig und mit dem Oberzentrum Flensburg und folgt im Groben den historischen Fernstraßenrouten. 
Die besondere Lage am Ochsenweg wird auch durch die hohe Zahl von Grabhügeln deutlich, die zumeist über die Jahrhunderte bewusst abgetragen und übergepflügt wurden. Einzig nahe Trollkjers in Norderholz sind zwei ehemalige Grabhügel erhalten geblieben. Am nördlichen Rand des Hoogebargs wurde bei der Urbarmachung einer Brachfläche zwischen dem Kiesabbaugebiet und der Ballbek in den 1950er Jahren ein Urnenfeld mit über 200 Urnen von einem Bauern entdeckt.
In den 1920er Jahren wurde in Süderschmedebyfeld, ebenso wie in Frörupsand, Kiesabbau (Der Kies ist eine Hinterlassenschaft der letzten Eiszeit siehe Sander) betrieben. Das abgebaute Material wurde zum großen Teil zum Bau des Hindenburgdammes verwendet. Die Reste der Abraumhalden sowie die Dämme der Lorenbahnen, die das Material zum Bahnhof in Tarp transportierten, sind immer noch in der Landschaft zu erkennen. Ein trauriges Resultat des Kiesabbaus ist, neben der Zerstörung der Landschaft, die Nutzung der Kiesgruben als Deponien. Eine der ehemaligen Kiesgruben wurde über Jahrzehnte als Deponie genutzt, eine zweite Deponie konnte nur durch extremen Widerstand der Bewohner in den 1980er Jahren verhindert werden. 
Die existierende geschlossene Siebrestedeponie liegt mitten im Kerngebiet des Naturschutzgroßprojektes Obere Treenelandschaft. Der Naturschutzverein Obere Treenelandschaft kauft gezielt landwirtschaftliche Flächen in Süderschmedebyfeld, um eine naturnahe Weideflächenbewirtschaftung über die dem Verein angeschlossene Schäferei zu ermöglichen.
Im Januar 1971 wurde von den Vertretungen der ehemals selbstständigen Gemeinden Sieverstedt, Stenderup bei Havetoft und Süderschmedeby (mit Süderschmedebyfeld) der Zusammenschluss beschlossen, um mit dem Tage der Landtagswahl im April 1971 eine Kommunalwahl durchzuführen. Diese Maßnahme trat am 1. April 1971 in Kraft.

## Wappen
Für Ortsteile existierte niemals ein eigenes Wappen. Selbst das Wappen der Gemeinde Sieverstedt wurde erst 2004 erstellt. Der Amboss im Wappen der Gemeinde Sieverstedt symbolisiert die Geschichte des Ortsteils Süderschmedeby und Süderschmedebyfelds als Schmiede- und Erzverarbeitungsdorf der Eisenzeit.

## Religionen
Süderschmedebyfeld ist wie die gesamte Region mehrheitlich protestantisch geprägt.

## Politik
Süderschmedebyfeld stellt zurzeit keine eigenen Gemeinderatsmitglieder im Gemeinderat der Gemeinde Sieverstedt. Die Interessen Süderschmedebyfelds werden von den Gemeinderatsmitgliedern aus Süderschmedeby wahrgenommen. Einzelne Höfe Süderschmedebyfelds sind der dänischen Minderheit zuzuordnen.

## Verkehr
Autobahnanbindung über die Autobahnabfahrt Tarp der A7. Die A7 folgt ebenso wie die B76 in großen Teilen der historischen Route des Ochsenwegs. Die Zuganbindung erfolgt über die Haltestelle Tarp der Linie Hamburg-Flensburg und über Sörup der Linie Flensburg-Kiel. Der ÖPNV (Öffentliche Personennahverkehr) wird durch eine stündliche Busverbindung abgewickelt, die in Nord- bzw. Südrichtung verkehrt.

## Ansässige Unternehmen
In Süderschmedebyfeld arbeiten nur noch wenige landwirtschaftliche Betriebe, die die einzige örtliche Wirtschaftsansiedlung darstellen. Durch den fortgesetzten Landkauf des Naturschutzvereines Obere Treenelandschaft wird der landwirtschaftliche Betrieb weiter eingeschränkt. Neben der Landwirtschaft ist der Tourismus die größte eigene Einnahmequelle der Bewohner Süderschmedebyfelds.

## Öffentliche Einrichtungen und Versorgung
Die ehemaligen Feldwege in Süderschmedebyfeld sind seit einigen Jahrzehnten asphaltiert. Die privaten Brunnen wurden verboten und alle Bewohner an das öffentliche Wassernetz angeschlossen. Ebenso existiert seit Mitte der 1950er Jahre Strom und Telefon in Süderschmedebyfeld. DSL-Anschlüsse sind nicht durchgängig geplant. Süderschmedeby leitet seine Abwässer in die Ballbek.

## Bildungseinrichtungen
Die Grund- und Hauptschule der Gemeinde Sieverstedt wurde 1971 erbaut. Die ursprüngliche Dorfschule Süderschmedebys, die auch Süderschmedebyfeld versorgte, ist in der Gemeindegrundschule (4 Klassen) Sieverstedts aufgegangen. Die Realschule in Tarp und die Gymnasien in Flensburg, Schleswig und Satrup (Mittelangeln) decken den Schulbedarf der Kinder ab. 
Die kleinen Kinder gehen in einen zweizügigen Kindergarten in Sieverstedt, der 1994 erbaut wurde.